# Stenocercus chrysopygus
Stenocercus chrysopygus là một loài thằn lằn trong họ Tropiduridae. Loài này được Boulenger mô tả khoa học đầu tiên năm 1900.